# Архітектура Маріуполя

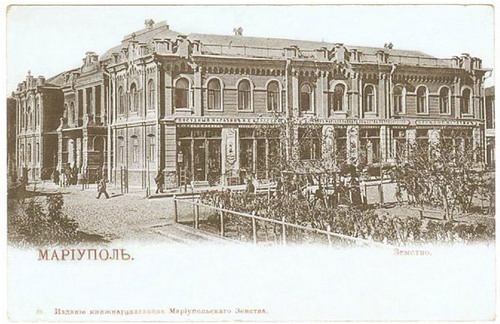
Маріуполь. Повітова Земська управа, головний і бічний фасади, початок 20 ст.

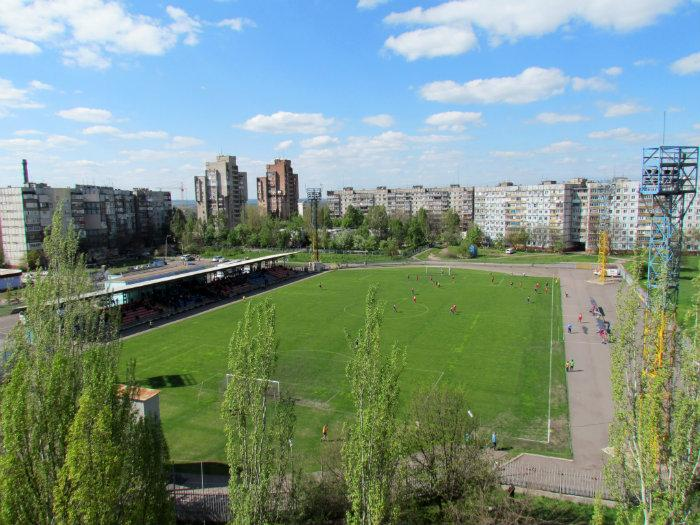
Маріуполь, стадіон «Західний», фото 2012 р.

Архітектура Маріуполя — сторінки історії архітектури провінційного міста на узбережжі Азовського моря.

## 1778—1800 рр

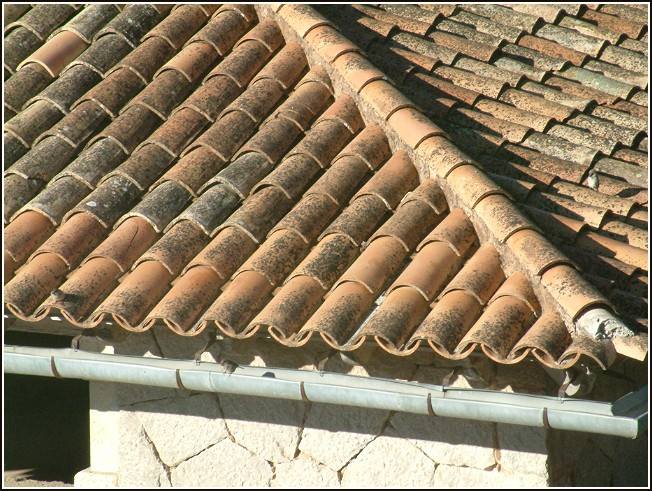
Черепиця «татарка»

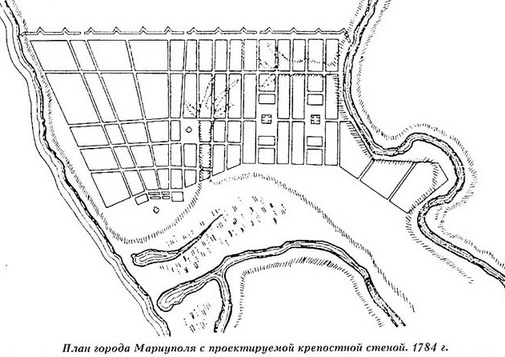
План Маріуполя з проектом фортечного муру на заході, 1784 р.

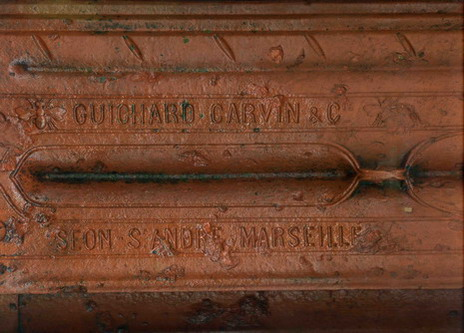
Черепиця поч. 20 ст. тавро Guichard Carvin & C Seon S Andre Marseille. знайдена в Маріуполі.

За панівною версією місто засноване греками-пересеселенцями з Криму 1778 року. Це так і не так. В історії заснування міста виділяють три етапи :
- Запорізький (коли хазяйнували запорізькі козаки без права постійного проживання)[1]
- Павловський (первісна назва поселення у гирлі Кальміусу)
- суто маріупольський (поселення Павловськ перейменували на Маріуполь і заселили переселенцями-греками з Криму)[1]

Місто запроектував Азовський губернатор В. А. Чертков ще 1775 р. із назвою Павловськ. Але місто заснували лише 1778 року. Того ж року воно помічене на мапі Азовської губернії. За два будівельні сезони 1778 та 1779 рр. перші мешканці (не греки) встигли вибудувати лише п'ятдесят п'ять (55) перших домівок, шість малих крамничок та чотирнадцять дерев'яних державних закладів із колод, завезених ззовні. 1779 року відбувся і перший ярмарок в місті.
Мешканців Павловська виселили, а їх домівки викупили за державний кошт і передали переселенцям з Криму. До речі, серед переселенців з Криму були як греки, так і валахи та грузини. Назву Павловськ замінили на Маріуполь.
Пригноблена національна меншина в Кримському ханстві, греки, валахи і грузини принесли з собою і примітивну будівельну традицію споруд з каменю. Первісно будували землянки. Маріуполь не мав розвинених фортечних мурів, хоча їх планували вибудувати на західній околиці міста (вони позначені на старовинному плані 1784 р.).
Обране місце для нового поселення було важко назвати вдалим, позаяк це був голий степ з відсутністю деревини і лісів. Були розвідані поклади місцевого каменю — пісковику і граніту. Первісні споруди вибудовані з пісковику за спрощеними технологіями. Найближчі до міста поклади пісковику були розвідані нижче поселення Карасівка.
Руїни цих споруд бачив вчитель маріупольської Олександрівської чоловічої гімназії М. І. Кустовський, котрий залишив спогади про них у книзі «Мариуполь и его окрестности. Отчет об учебных экскурсиях Мариупольской Александровской гимназии» (1892 г.). За кримською звичкою з місцевого пісковику робили і паркани, рештки котрих пережили століття і збережені на сучасній вулиці Заозерній. Як покрівельний матеріал використовували спрощену черепицю типу «татарка». Споруди, криті такою черепицею, можна зустріти на околицях сучасного Маріуполя.
Але будівництво з каменю не мало значного поширення через трудомісткість і віддаленість родовищ каменю. Переселенці з других губерній принесли традицію дерев'яного будівництва та з саману. Дерев'яні споруди пожежонебезпечні і часто горіли. Тим не менше з деревини будували навіть школи в Маріуполі наприкінці 19 ст.
Нова сторінка будівельної історії міста розпочалась із виникненням цегельних і керамічних мануфактур. Якість будівельних матеріалів була низькою, позаяк в місті була нестача деревини на дрова. Випалення цегли і черепиці йшло за рахунок бур'яну та сушених кізяків.
Ситуація зміниться лише після приєднання 1882 року міста Маріуполя до залізниці і підвозу у місто кам'яного вугілля з шахт, будівельної деревини і цегли з північних районів країни.
В місті таким чином поширення набуло будівництво саме з цегли.
Первісні плани забудови Маріуполя датовані 1784 та 1811 рр.

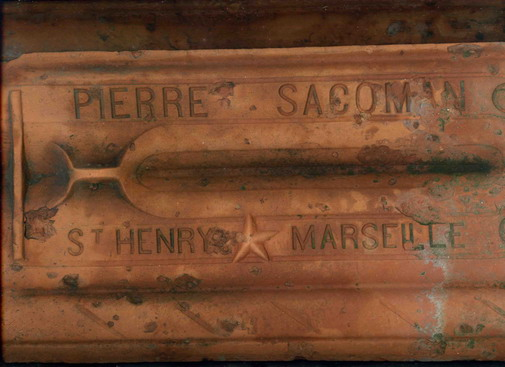
Черепиця марселька, знайдена в Маріуполі, початок 20 ст.
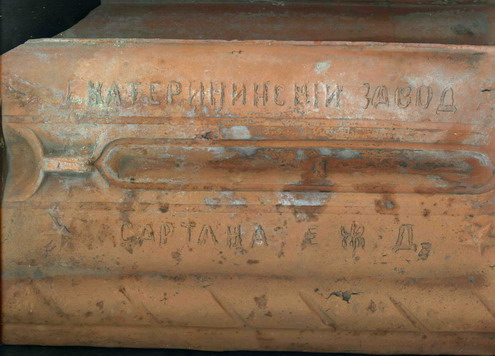
Катерининський керамічний завод, САРТАНА, Маріуполь. Початок 20 ст.
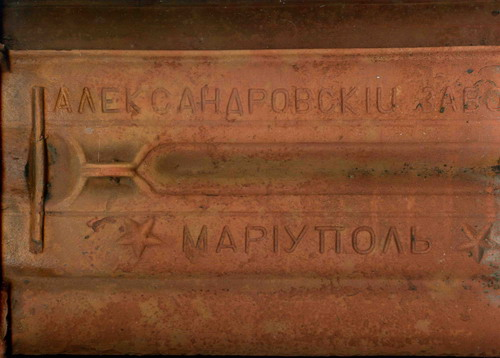
Маріуполь. Александрівський керамічний завод. Виріб за штампом початку 20 ст.
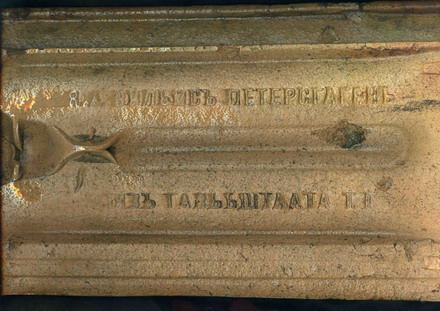
В.А. Вільмс Петерсгаген (нерозбірливо знизу), черепиця поч. 20 ст. Маріуполь

## Первісна храмова архітектура

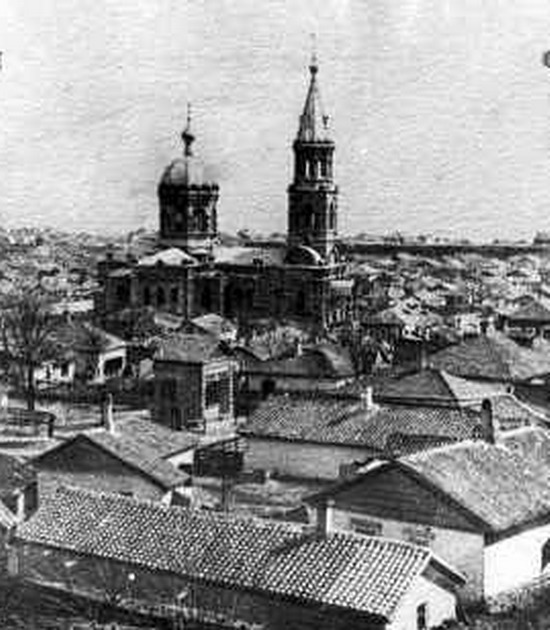
Слобідка, пересічна забудова. Маріуполь

Первісна храмова архітектура виникає на початку 1780-х рр. Ще 1780 р. грецький митрополит Ігнатій заклав Успенську та церкву Різдва Богородиці, а 1782 р. Харлампіївську соборну . Будівельні технології були настільки недосконалі, що жодна з храмових споруд не встояла. Малі за розмірами, вторинні за архітектурними образами, вони ремонтувались чи перебудовувались. Так, Успенська церква перебудовувалась декілька разів впродовж 19 ст., перший раз у 1804 р. Церква Марії Магдалини заснована у 1780-ті, але була зачинена, а службу в ній припинили. В малому на той час Маріуполі нараховували дев'ять церков. Жодна з первісних — не збережена, а їх зовнішній вигляд відомий гіпотетично.

## Архітектурна і культурна вторинність
На відміну від Одеси або Миколаєва — Маріуполь десятиліттями залишався лише міщанським і купецьким містом. Дворянська культура в місті не прижилася і її ознак в історії і архітектурі нема. В Маріуполі не було дворянських садиб на околицях, дворянських палаців в місті (як в Одесі), старовинних приватних бібліотек, давніх колекцій живопису тощо.
Помітні культурні зрушення прийдуть у місто лише у другій половині 19 ст. В історії Маріуполя чільне місце (панівні позиції) посіли саме представники освічених і багатих купецьких родин — серед них Хараджаєв Олександр Давидович, Псалті Георгій Григорович, Хараджаєва Софія Іванівна, Геоцинтов Василь Іванович та інші.

## 19 ст. перша половина

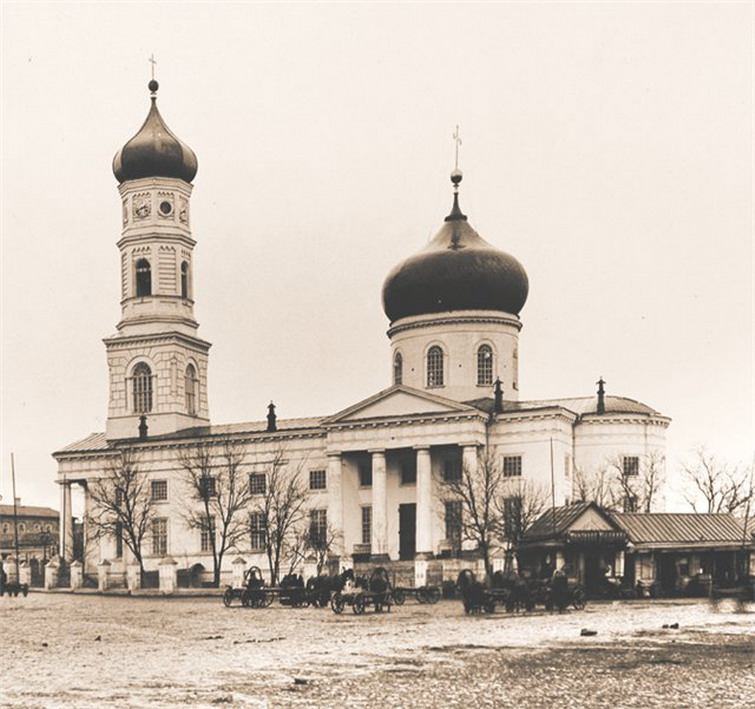
Колишній Харлампіївський собор 1845 р. добудови 1892, знищений.

Первісна Харлампієвська соборна церква була мала і тісна навіть для нечисленного населення Маріуполя 18 століття. Виникла ідея про створення нового головного храму міста. За основу взято типовий проект собору в стилі пізнього класицизму. Храм поєднував центричну частину, увінчану єдиною банею з трапезною. Будівництво тривало дванадцять років. На тлі пересічної і одноповерхової забудови міста собор виділявся висотністю і чистотою стиля. Він урочисто позначав тодішній центр міста, де гомонів головний ринок і розташувався первісний економічний центр Маріуполя.
Храм зберігав чистоту стиля до початку 20 століття і уник потворних добудов. Була збільшена на два яруси лише дзвіниця, поєднана з собором. Собор вміщав близько 5000 вірян.
Собор знищено на початку 1930-х рр. В повоєнний період земельна ділянка забудована висотною радянською спорудою ДОСААФ у спрощених формах.

## Друга половина XIX ст

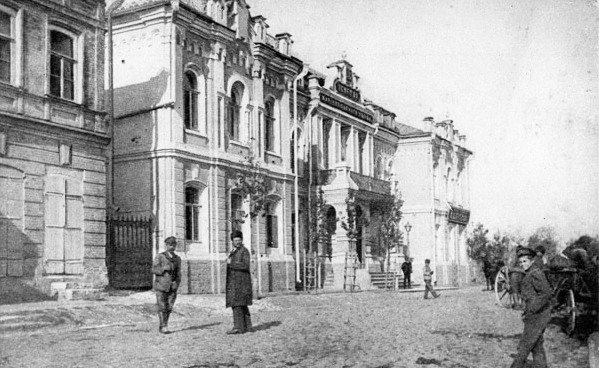
Маріуполь. Земська управа, поч. 20 ст., поштівка (споруда не збережена)

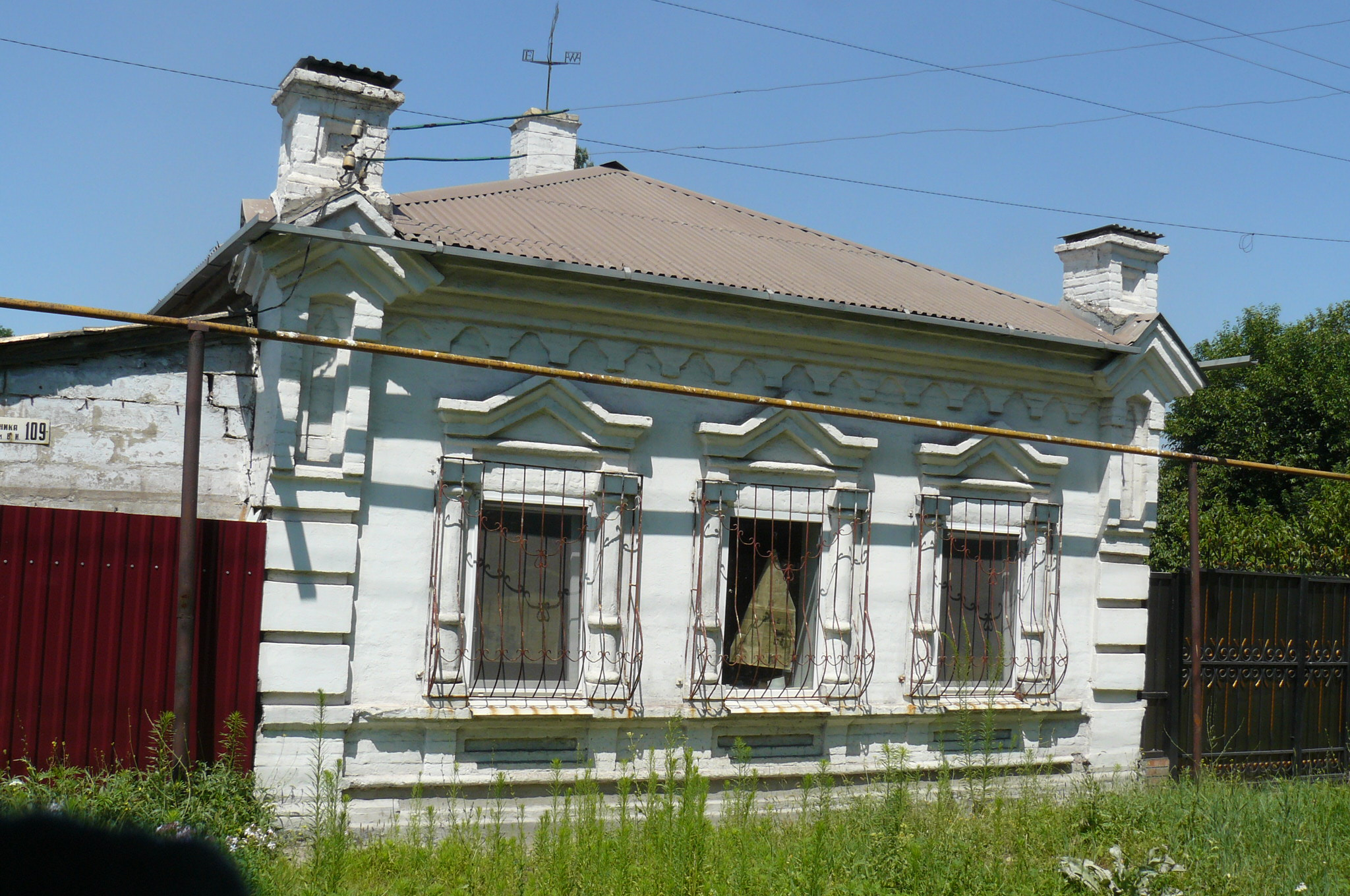
Пересічна забудова доби сецесії, Маріуполь

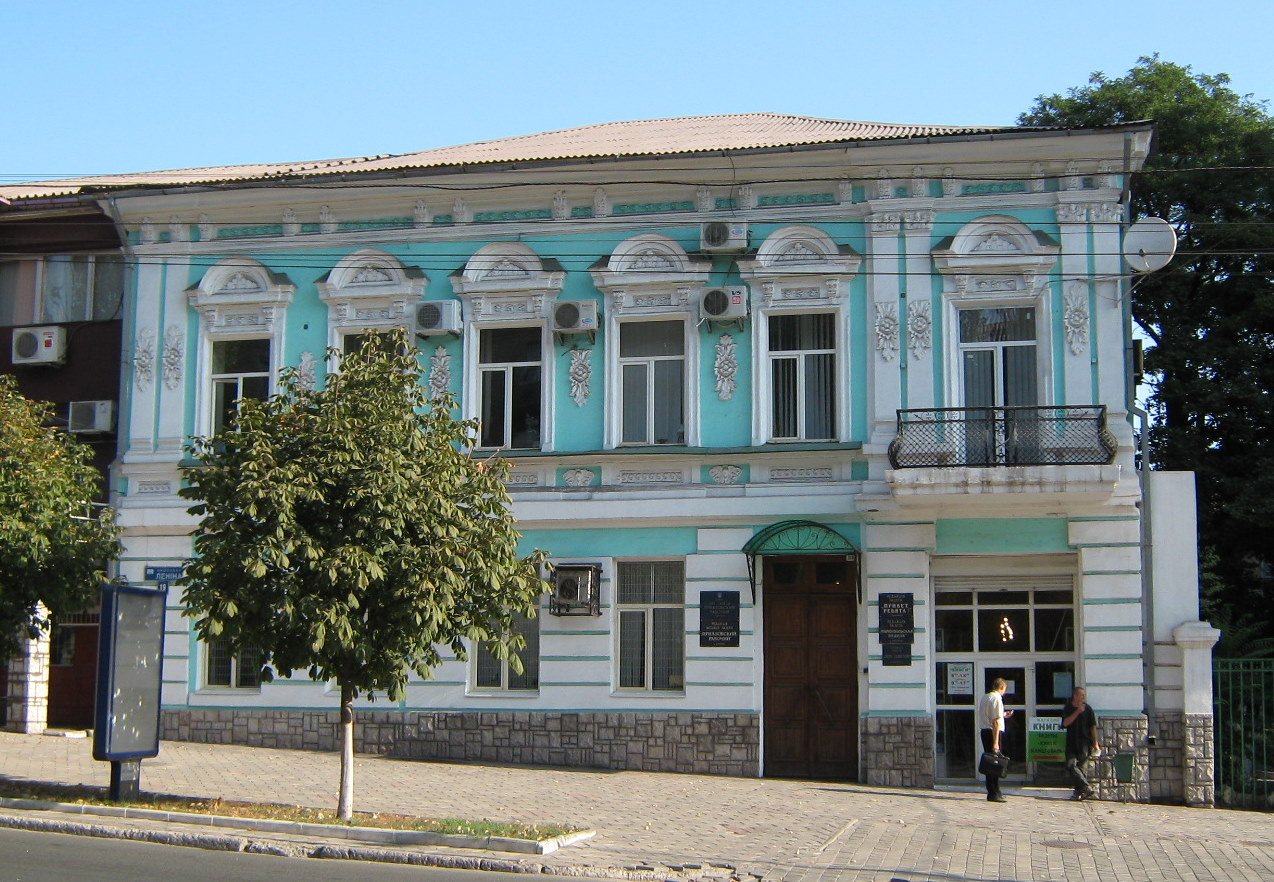
Колишній житловий будинок кінця 19 ст.

Споруда повітової Земської управи в місті вибудована 1875—1876 рр. З 1876 року, коли розпочали давати найменування всім великим на той час вулицям, назву Земська отримала і вулиця, де була розташована Земська управа. На той час поблизу управи був центр провінційного міста, де гомонів ринок і був вибудований головний у місті Харлампіївський собор.
Споруда повітової Земської управи мала два поверхи і була чи ненайкращою за архітектурою в 1870-ті роки. Цегляна споруда мала пишний головний фасад на п'ятнадцять осей, частково скопійований з типового зразка. Фасад мав палацовий характер з трьома ризалітами — двома бічними і невеликим центральним. Центральний ризаліт мав балкон. Трохи пізніше центральний ризаліт перебудували і додали пишний вхідний портал з використанням лекальної (фігурної) цегли.
Окрім управи, перший поверх споруди віддали під книжковий магазин земства та крамницю з посудом. Окрім продажу книжок, магазин також займався друком поштівок із краєвидами та спорудами Маріуполя.
Земська управа дожила до громадянської війни (1918—1922 рр.) незмінною. Але 1920 року за наказом більшовицької влади земства були ліквідовані. 1923 року в Маріуполі заснували педагогічний технікум, викладання в котрому вели українською. З 1926 року в навчальному закладі організували грецький факультет.
В роки тимчасової окупації Маріуполя німецькими фашистами (1941—1943) споруду Земської управи займав німецький штаб. 1943 року фашисти під час вимушеного відступу споруду підпалили. Постраждала від пожежі Земська управа стояла в повоєнний період пусткою.
Біля неї гомонів так званий вечірній ринок, стихійно організований мешканцями Маріуполя. До поруйнованої споруди потяг руки місцевий криміналітет. Аби ліквідувати в цьому місті кримінальний пункт, історичну споруду розібрали до фундаментів. Урядові радянські заклади розташувались на Фонтанної вулиці, тому про відновлення історичної споруди не йшлося — ні тоді, ні зараз.
Еклектизм відбився в архітектурі міста побудовою лише декількох споруд, найкращими серед них і були Земська управа та Духовне училище. Відсутність головного освітнього закладу в місті спонукала до заснування 1876 р. Олександрівської чоловічої гімназії. Для провідного на той час навчального закладу міста було потрібне спеціалізоване приміщення, котрого заклад не мав. Міський уряд спромігся на його побудову лише 1894 року, майже через 20 років після заснування гімназії. А будівництво закінчили лише 1899 р. Головний фасад гімназії має риси необароко з домішками сецесії (рустований перший поверх, лучкові фронтони, напівколони з муфтами, парапет на даху). Необарокові риси має й головний фасад Духовного училища.
Еклектизм притаманний і сакральним спорудам іновірців — єврейським синагогам міста, католицькому храму італійської громади Маріуполя.

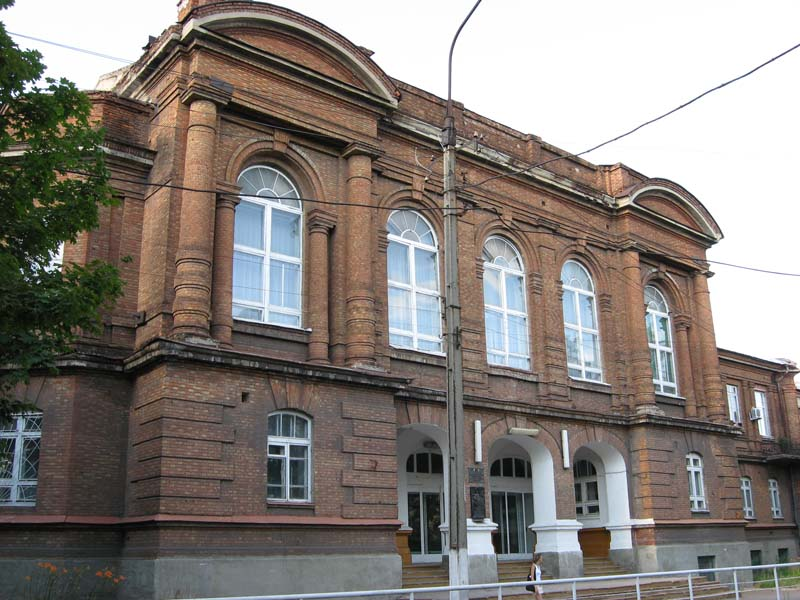
Колишня Маріупольська Олександрівська чоловіча гімназія, головний фасад
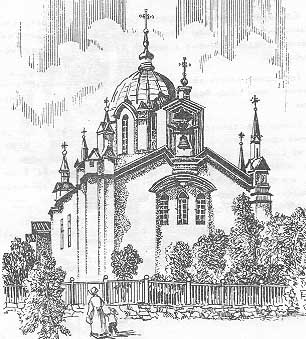
Католицький храм на Італійській вулиці
Колишнє Духовне училище, стан після пожежі.

## Архітектура в стилі сецесія (модерн)

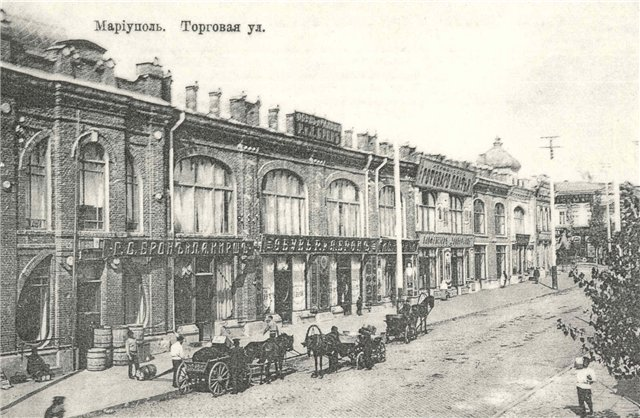
Маріуполь, Торгова вулиця на зламі 19-20 ст., крамниці. (Споруди знищені)

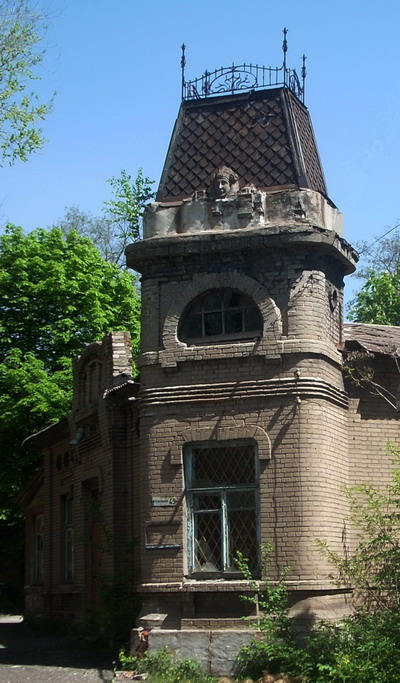
Колишній будинок архітектора В. О. Нільсена (доба сецесії). Фото 2012 року

Європеїзація архітектури в Російській імперії досягла найвищого щабля наприкінці 19 ст., коли зусиллями декількох архітекторів народився стиль сецесія (модерн). Засновником стилю модерн (сецесія або югендштиль) вважають бельгійського архітектора Віктора Орта (1861—1947). Ще в юнацькі роки він відбув у Париж, де вивчав ужиткове мистецтво, технології створення декору. 1893 року Віктор Орта закінчив будівництво приватного будинку професора Едмона Тасселя, котрий став маніфестацією нового стилю.
Розповсюдженню стилю сприяли як широке промислове виробництво бетону, скла великого розміру, піднесення промислового виробництва заліза, цегли, кераміки, так і піднесення торгівлі та будівельний бум. Стилістику сецесії всіляко підтримували як всесвітні виставки, так і різні періодичні видання. Головним було повсюдне прийняття цього стилю новими прошарками населення — промисловців, підприємців, банкірами, власниками великих універмагів, середніми і дрібними комерсантами без значних культурних традицій. Стиль був гнучким і здатним успішно розв'язувати будь-які будівельні програми чи побутові завдання — від ансамблевої забудови приватного будинку, заміської садиби, театру, вокзалу, великого універмагу до інтер'єрів, одягу, посуду, ювелірних прикрас, етикеток вина, реклами, театральної програмки тощо.
В Маріуполі, де дворянський елемент культури завжди був слабким, стиль сецесія був масово сприйнятий саме комерсантами. Двоповерхові торгові ряди на вулиці Торговій мали хвилясті архітектурні форми і небачено широкі скляні поверхні вікон, котрі і запропонував новий на той час стиль. Доволі повно стиль сецесія відбувся також у будівництві приватних будинків та навчальних закладів (приватний будинок архітектора В. О. Нільсена, приватний будинок Гозадинова (нині художній музей імені Куїнджі), будинок інвалідів Катеринославського губернського земства (нині Маріупольський краєзнавчий музей), Будинок вчителя (на розі вулиць Євпаторійської і Куїнджі). Невеликі і двоповерхові житлові будинки створили масову забудову вулиць в історичному центрі Маріуполя. Їх було ще більше до 1940-х років, коли вони були втрачені через артобстріли і пожежі та розібрані до фундаментів у повоєнний період.

Торгові крамниці в стилі сецесія, фото поч. 20 ст. (забудовні будинком зі шпилем ).
Маріуполь. Будинок Гозадинова В.І, в стилі північного модерна, побудований 1910 р. (з 2010 року  художній музей імені Куїнджі)

## Споруди у псевдоросійському стилі
Псевдоросійський стиль (російсько-візантійський стиль) — течія в архітектурі середини 18 — початку 20 ст. Російської імперії, котра використовувала традиційний декор давньоруської архітектури і архітектури 17 ст., а також архітектурних елементів візантійської архітектури, як її неточно уявляли архітектори імперії.
Псевдоросійський стиль виник в імперії як місцевий варіант архітектури в історичних стилях, Він був нічим іншим як інтерпретацією і стилізацією середньовічного архітектурного спадку 17 ст. у фантазійному варіанті (декор 17 ст. накладали на споруди нової доби — готелі, вокзали, торговельні пасажі, виставкові павільйони). Псевдоросійський стиль поєднувався також з елементами неоготики (архітектурного романтизму першої половини XIX в.) та стилю модерн або сецесія.
До зразків псевдоросійського стилю в Маріуполі належать житлова забудова Катерининської та Торгової вулиць (майже вся знищена), колишній готель «Континенталь» (колишній палац культури «Азовсталь», Палац культури «Молодіжний»), Палац культури імені Карла Маркса (Кальміуський район), поруйновані церкви Єлено-Костянтинівська та Марії Магдалини.

Маріуполь. Колишній будинок Хараджаєва О.Д. на Катерининській вулиці, фото 1931 р.

## Храмова архітектура на зламі 19-20 ст

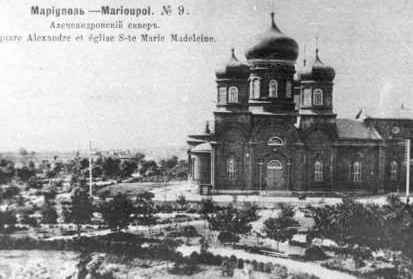
Церква Марії Магдалини, зруйнована без відновлення

До найстаріших православних храмів Маріуполя належала колишня церква Марії Магдалини. Її виникненню посприяв тодішній губернатор краю Василій Чертков. За Кучук-Кайнарджийською угодою 1774 р. на наново приєднаних до Російської імперії землях утворили дві губернії —Новоросійська губернія була утворена на правобережжі Дніпра, на лівобережжі — Азовська. Створена Азовська губернія ще не мала губернського міста, губернатор В. Чертков розмістив центр у дельті річки Кальміус. Тогочасні губернії поділяли на уїзди (провінції). Новий губернський центр нарекли Павловськом (в майбутньому Маріуполь), а уїзд відповідно Павловським. Сам Чертков відвідав Павловськ і брав участь у заснуванні церкви на честь святої Марії Магдалини. Її первісне розташування на перетині теперішніх вулиць Грецької та Леніна. Закладений фундамент довго стояв незабудованим. За справу створення церкви узялися самі віряни.
Вибудована нашвидкуруч церква швидко руйнувалась. Вже 1811 року про Марії-Мандалинінську церкву сповіщали як по стару і затісну для вірян. Місце для створення нового храму виділили вище на незабудованій ділянці. Новий храм на верхівці пагорба заклали лише 1862 року, центричну, з п'ятьма банями і трапезною. Новий храм вибудували у псевдовізантійський стилістиці з цегли лише через 35 років після заснування і висвятили 1897 року. Церква мала три престоли — в ім'я Марії Магдалини, на честь Покрова Богородиці та Івана Хрестителя. Церква Марії Магдалини мала містобудівне значення, а її силует відігравав помітну роль в силуеті міста як з суходолу, так і з моря, разом із високою дзвіницею Харлампіївського собору. Обидва храми міста були поруйновані у 1930-ї роки без відновлення.
Того ж 1897 року маріупольська Дума прийняла постанову про обов'язкове висадження дерев і кущів на площах і вулицях історичної частини міста. На старих поштівках з зображенням церкви Марії Магдалини якраз видно перші насаджені деревця на церковній ділянці.

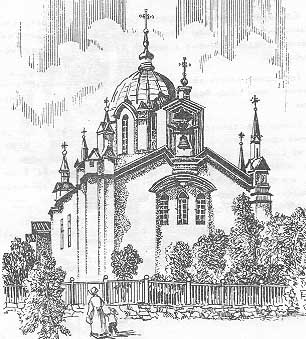
Католицька церква св. Катерини, зруйнована без відновлення
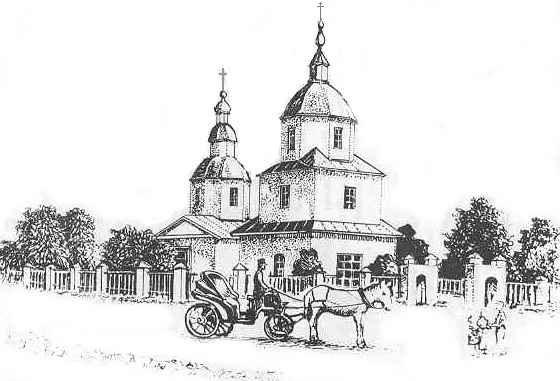
Православна церква Різдва Богородиці, зруйнована без відновлення
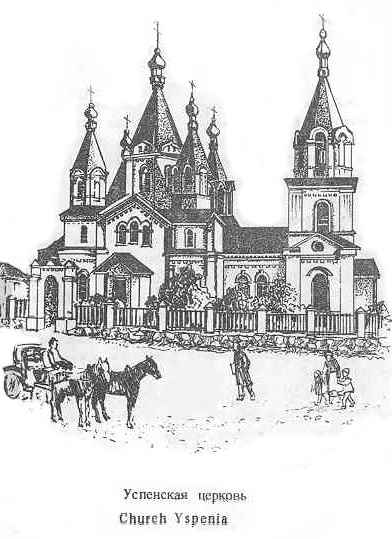
Успенська церква, зруйнована без відновлення
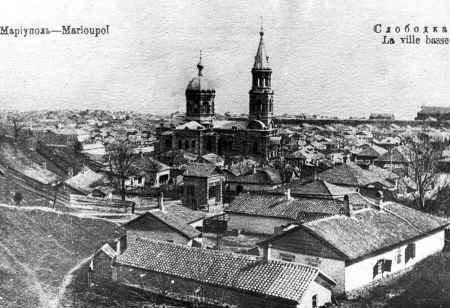
Олено-Костянтинівська церква,  зруйнована без відновлення
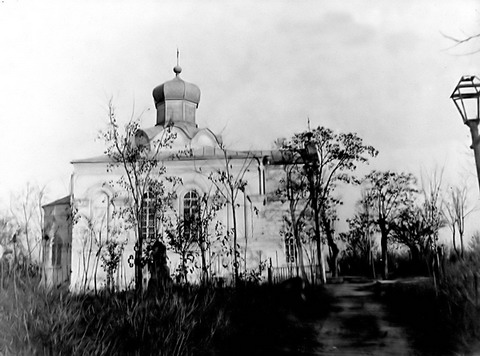
Цвинтарна церква Всіх Святих, зруйнована без відновлення

## Період 1900—1922 рр

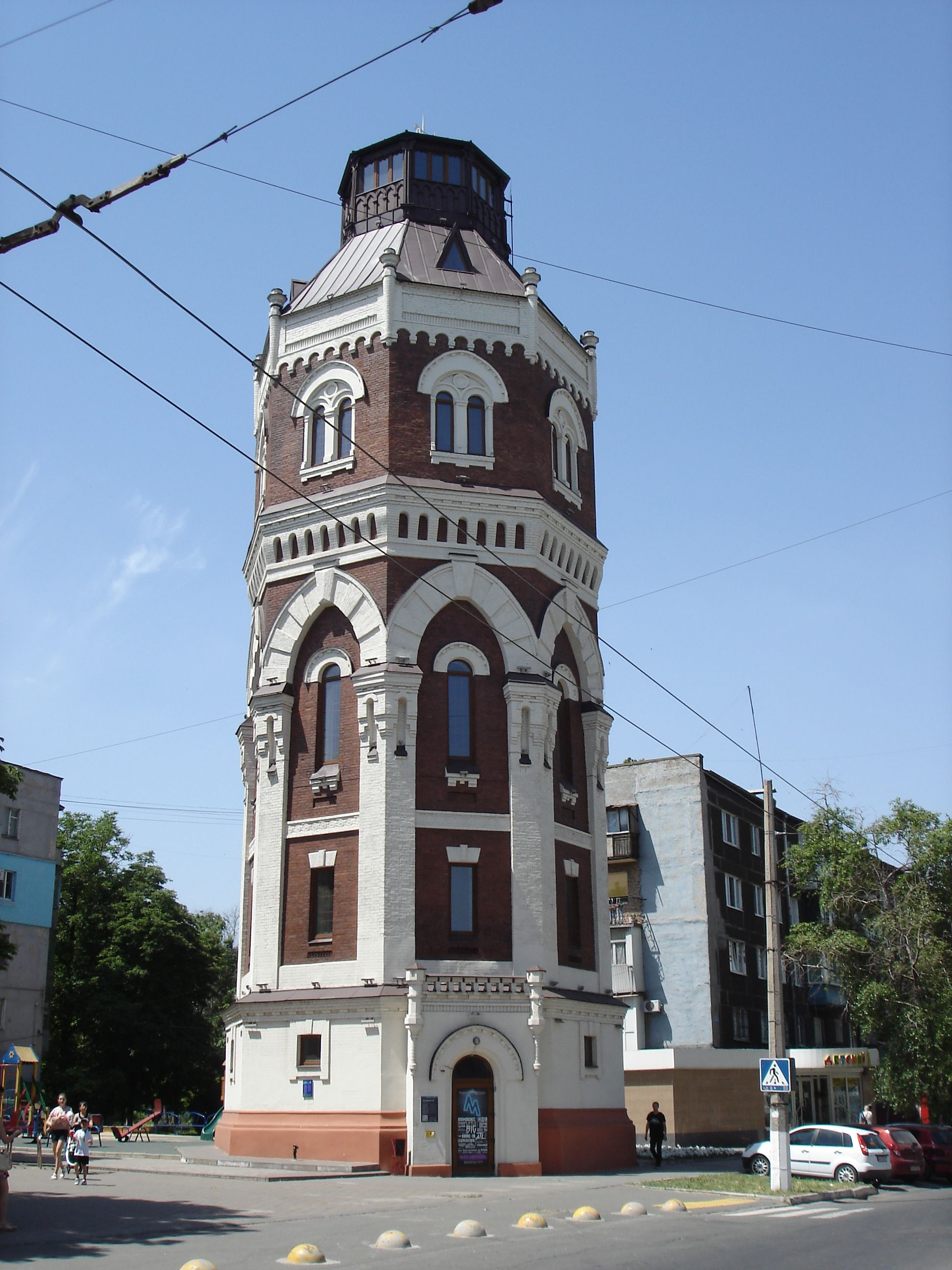
Арх. В. О. Нільсен. Колишня водонапірна вежа.
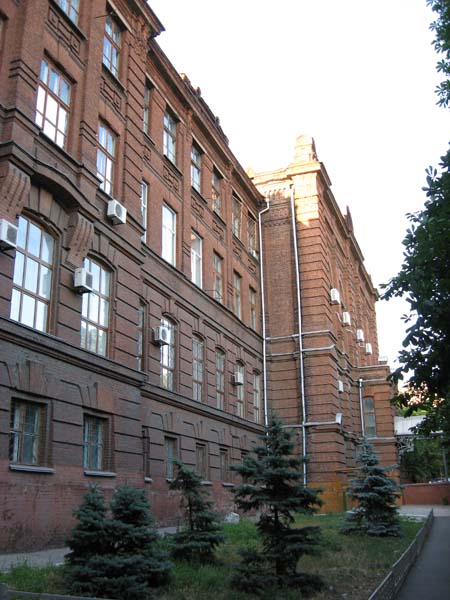
Приазовський державний технічний університет (колишнє єпархіальне училище)
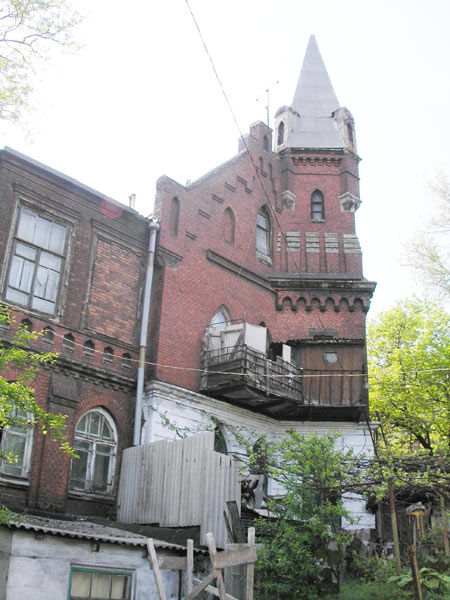
Будинок лікаря Ґампера
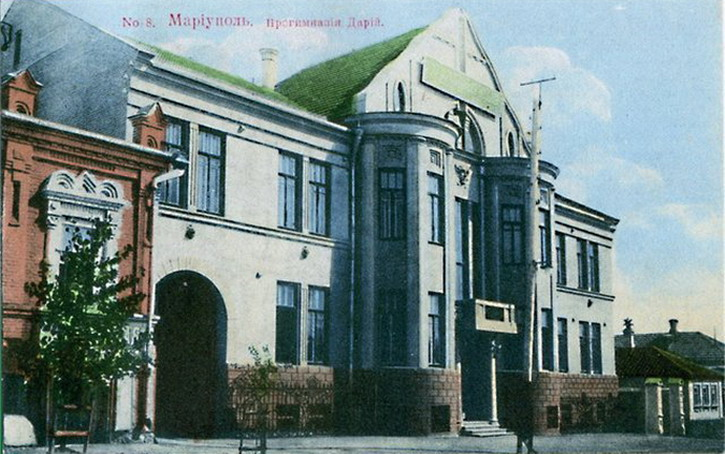
Маріуполь. Прогімназія Дарій

## Період 1922—1941 рр

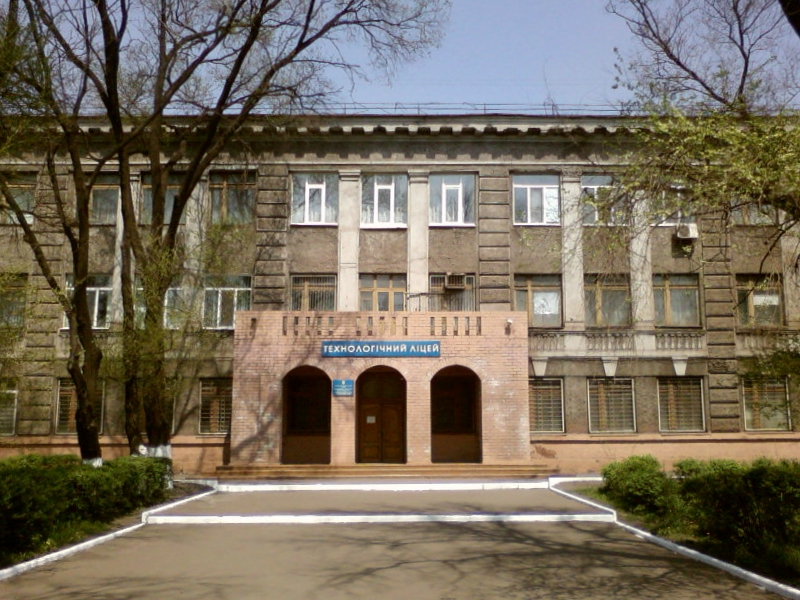
Маріуполь. Технологічний ліцей (побудова 1936 року). Нікопольський роспект

Період 1922—1941 рр. означений масовим знищенням православних храмів, коли поруйнували за наказом радянського уряду всі в Маріуполі, та будівництвом освітніх шкіл. Частка радянських шкіл вибудована на місцях поруйнованих церков (на місці Карасівської, на місці Успіння Богородиці 1887 р., на місці Олено-Костянтинівської церкви на Слобідці тощо).
У Центральному (тоді — Жовтневому) районі за часів СРСР були знищені всі церкви міста, що позбавило місто історично важливих вертикалей в силуеті. Особливо загрозливими для містобудівного образу міста були руйнації без відновлення Харлампіївського собору, церков Марії Магдалини, Різдва Богородиці, або Карасівської, церкви Успіння Богородиці, котрі були вибудовані на узвишші. Вибудований в низовині катедральний Микільський собор і його вертикалі в Новоселівці в силуеті міста ролі майже не відіграють.
В цей період місто Маріуполь набуло радянського і відверто атеїстичного характеру. Маріуполь з поруйнованими або перебудованими храмами зберіг радянський і відверто атеїстичний характер до року розвалу СРСР (1991).
Будівництво шкіл було масово проведене у 1930-ті роки і припинене 1937 року з початком масових сталінських репресій. Саме тоді вибудовані освітні школи № 7, № 32, № 36, № 39, № 41, № 43, № 44, № 45. Були використані типові проекти, але з використанням архітектурних деталей 19 ст. (ризаліти, руст, пілястри, різна лиштва, іноді гра різновеликими об'ємами).
Колишня загальноосвітня школа № 41, нині Технологічний ліцей. Вибудована школа у 1936 році. в палацовому стилі — звідси різновисотні об'єми, руст і пілястри на фасадах, замкові камені на вікнах першого поверху, сильний винос карниза тощо.
Унікальне розпланування для шкіл Кальміуського району має садок перед колишньою загальноосвітньою школою № 41 (нині Технологічний ліцей). Виконаний в найкращих традиціях садів бароко французького типу, він відокремлює споруду ліцею від гамірного проспекту з інтенсивним транспортним рухом. В регулярному розплануванні садка перед головним фасадом ліцею використані найкращі традиції регулярних садів — осьова побудова, заокруглена вхідна галявина і стежка, що веде до сходинок головного входу, вистрижені кущі бічних партерів тощо. Колись в центрах кожного з партерів встановили скульптури піонерів із нетривких матеріалів. Контраст між білими скульптурами і зеленими деревами ще більше посилював схожість унікального зеленого куточка Кальміуського району з невеликими французькими садами. Подібного регулярного розпланування позбавлений навіть парк імені Петровського, розташований в кінці Нікопольського проспекту чи будь-яка школа міста Маріуполь.
Від розбитих скульптур залишені лише постаменти, котрі бажано використати для декоративної садово-паркової скульптури новітнього часу.

## Важке повоєнне відновлення. Сталінський ампір
Маріуполь, значно поруйнований у Другій світовій війні, повільно і довго відновлювався наступні 25 років. Архітектурні втрати в місті були значними. Серед втрачених — і споруда Земської управи, і низка будівель в декоративному стилі сецесія. Їх не відновлюють, а рештку постраждалих від руйнацій і пожеж лише ремонтують (колишні Духовне училище, Олександрівська гімназія, колишнє консульство Британії тощо). Маріуполь стрімко втрачав історичну забудову 19 ст. без заміни її на сучасну і адекватну за мистецьким рівнем.
Лише дві головні вулиці Маріуполя (просп. Миру та вул. Куїнджі) розчистили від руїн і забудували житловими будинками в стилі сталінського ампіру. Пишні фасади цих будинків лише приховали незграбну і пересічну забудову довоєнної доби. У 1953—1954 роках в Маріуполі активно працювали архітектори Лев Яновицький і Оксана Коренчук. Новий характер отримала і площа з міським сквером, нині Театральна площа, де вибудували два симетричні будинки зі шпилями. Вони стануть архітектурною домінантою площі і мимоволі символами міста, бідного значущими архітектурними спорудами. Дещо індивідуальною була і забудова частини Лівого берега міста малоповерховим житловим масивом 1950-х років з затишними дворами (проспект Перемоги, вулиця Менделєєва), але без значущих архітектурних акцентів.
У стилістиці сталінського ампіру вибудували також декілька культурно-освітніх закладів, розкиданих у різних поселеннях на околицях, котрі помітно контрастували з незграбною і пересічною забудовою передмість. Серед них:
- Волонтерівський клуб (Маріуполь), знищений
- Кінотеатр імені Леніна (пос. Троїцький), покинутий, стоїть пусткою
- палац культури Будівельників на вул. Азовстальська, 13 (вибудований 1952 року)
- палац культури «Маріуполь» (проспект Металургів)
- міський палац культури «Чайка» (колишній Палац культури моряків), Приморський район, просп. Миру, 71

Житловий будинок на розі просп. Миру — вул. Торгова. Сталінський ампір.
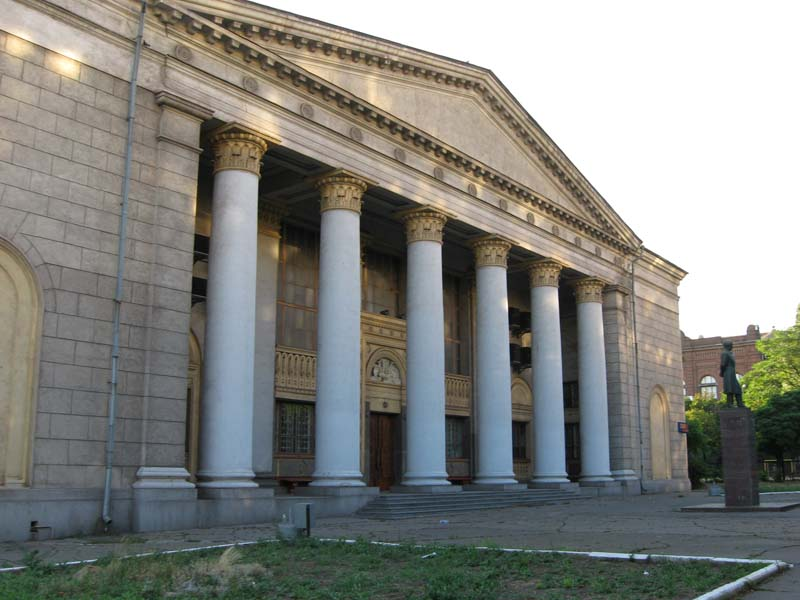
Палац культури «Маріуполь» (Проспект Металургів)

## Модернізм і розпад СРСР

Центральний ринок
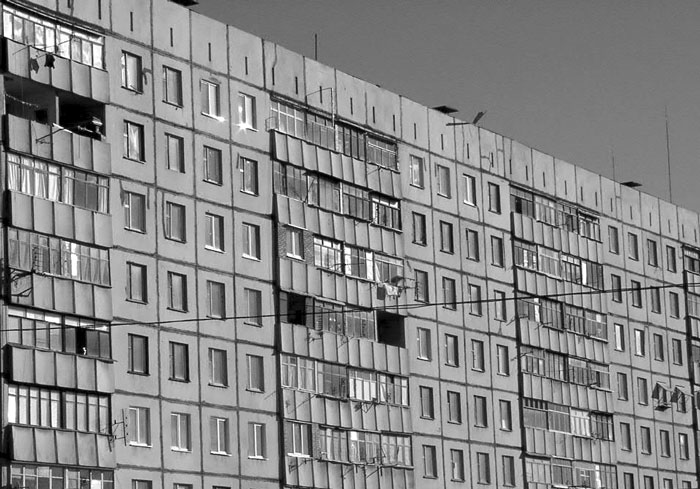
Маріуполь. Типова дев'ятиповерхівка
Колишня Карасівка. Баптистська церква в Маріуполі.
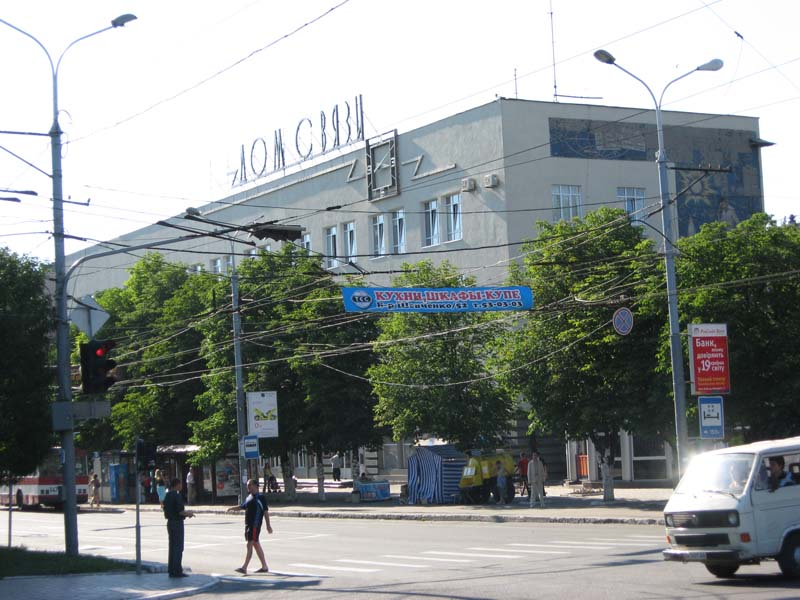
Будинок зв'язку, головпоштамт (Грецька площа)
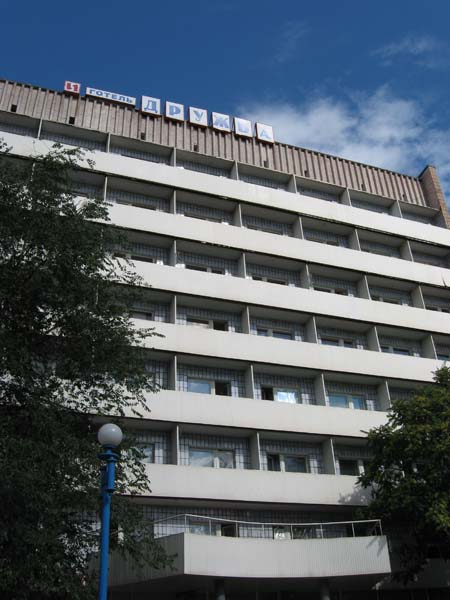
Готель «Дружба», Маріуполь , головний фасад. Кальміуський район
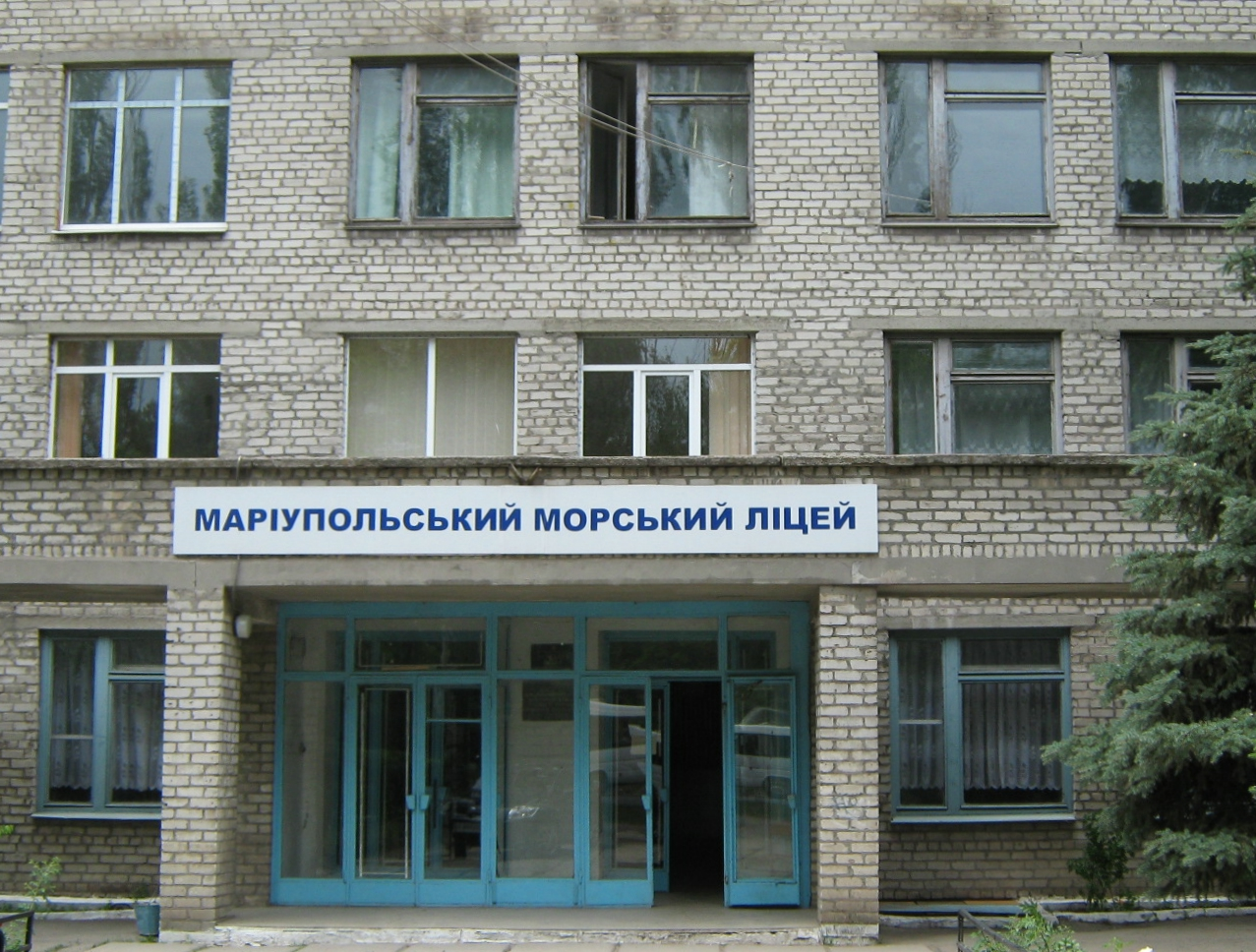
Маріупольський морський ліцей.
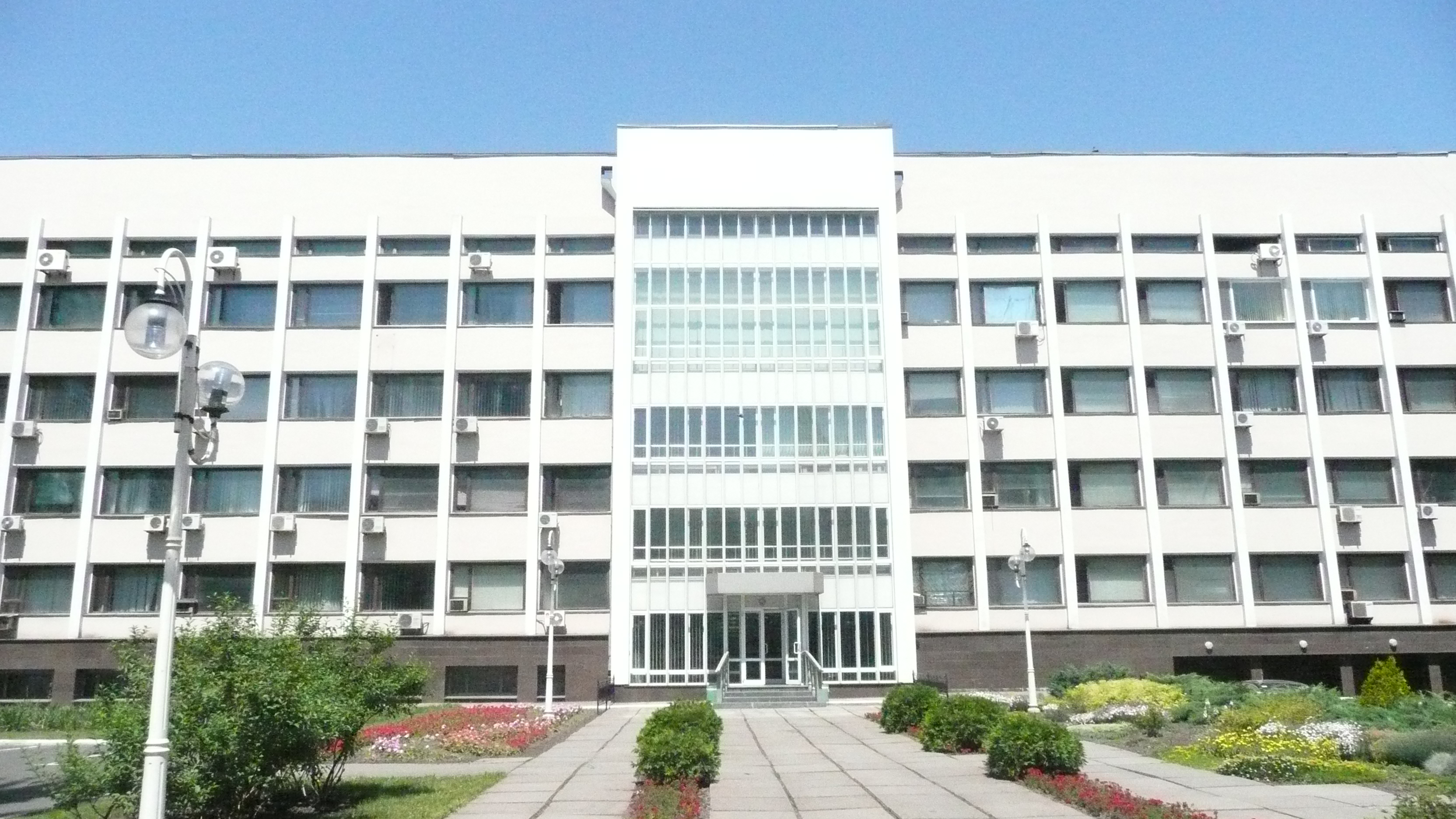
Будинок міськвиконкому (Грецька площа)
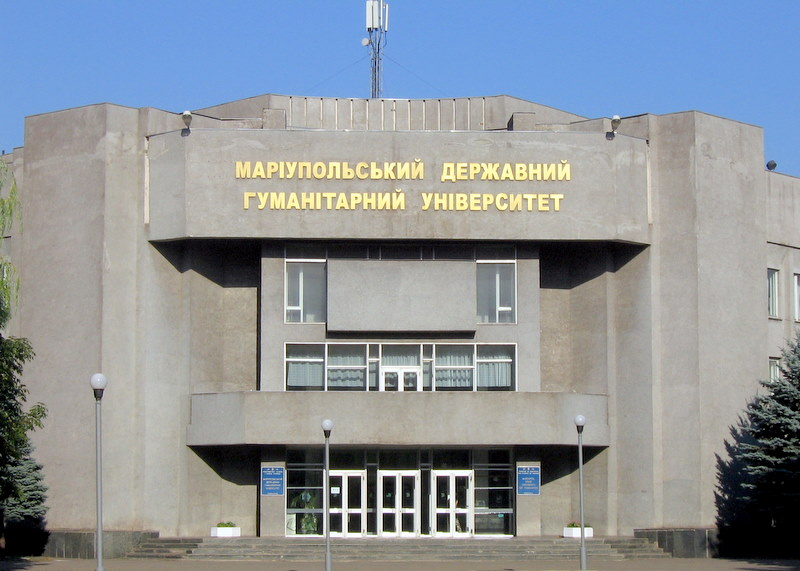
Будинок комуністичної політпросвіти, нині Маріупольський державний гуманітарний університет.
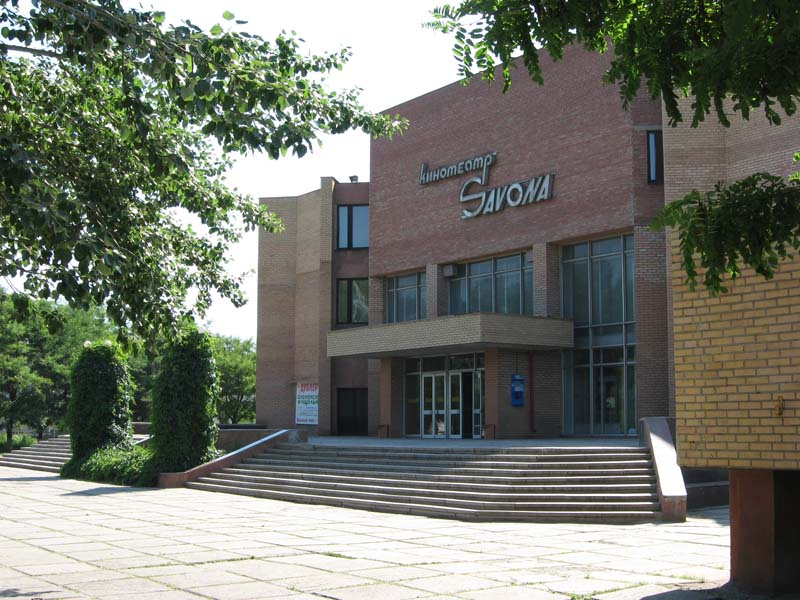
Кінотеатр «Савона», Маріуполь, проспект Будівельників
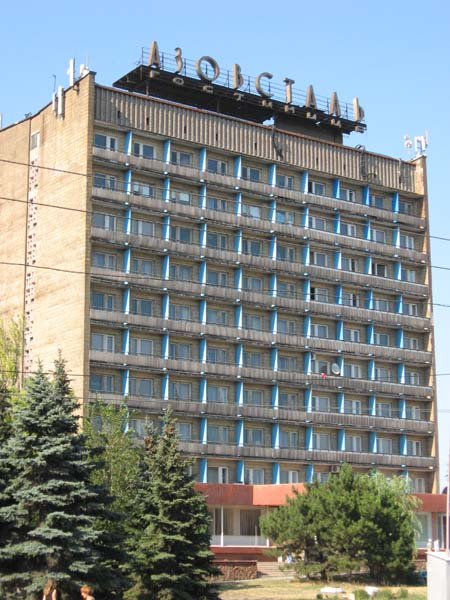
Готель «Азовсталь», Лівобережний район
Проспект Будівельників

## Новітня архітектура

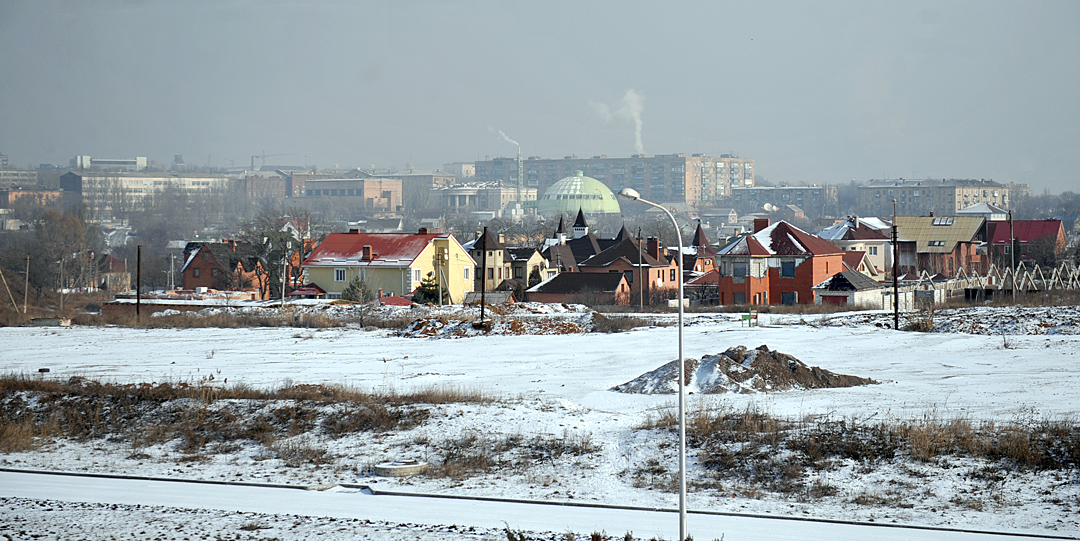
Маріуполь, околиця Шишманки, фото 2016 р.
Торговий дім «Застава», проспект Будівельників, фото 2010 року
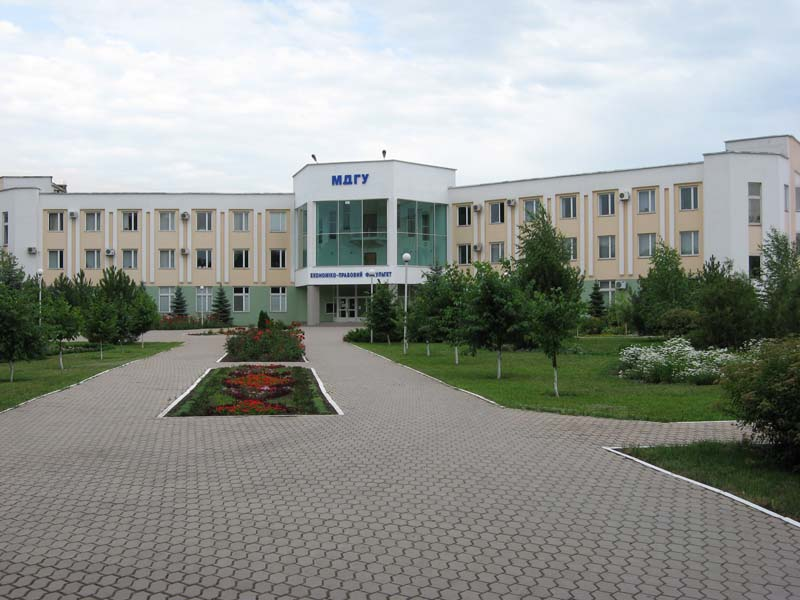
Маріупольський державний гуманітарний університет (економіко-правовий факультет)
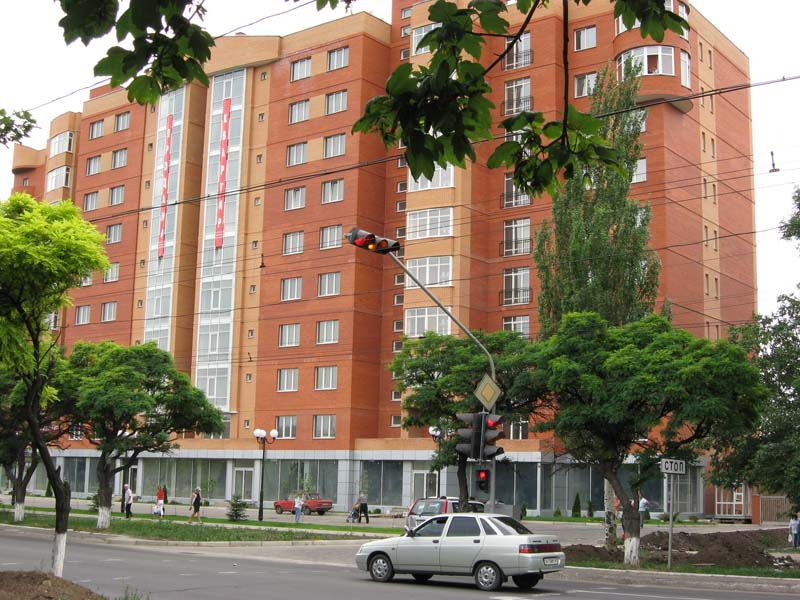
Житловий будинок, проспект Будівельників, фото 2007 року.
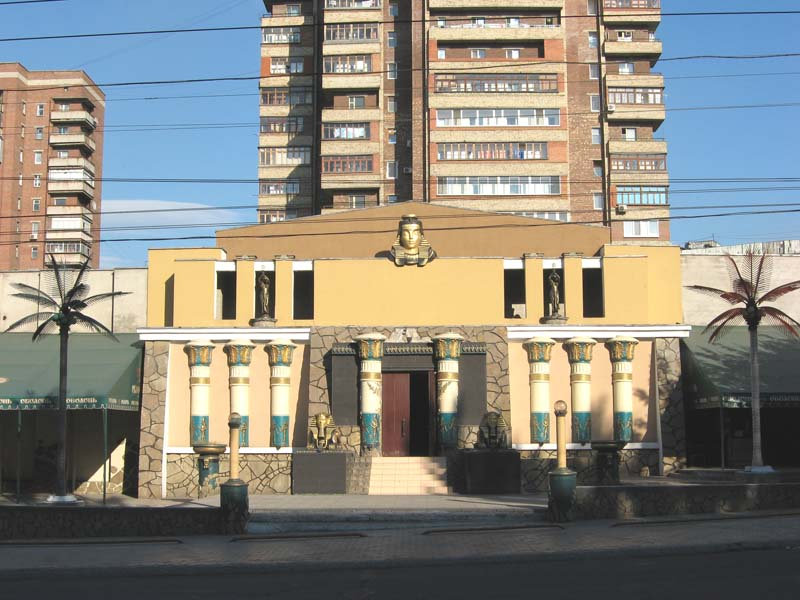
Нічний клуб «Фараон», проспект Металургів, фото 2007 року

## Пам'яткоохоронна діяльність

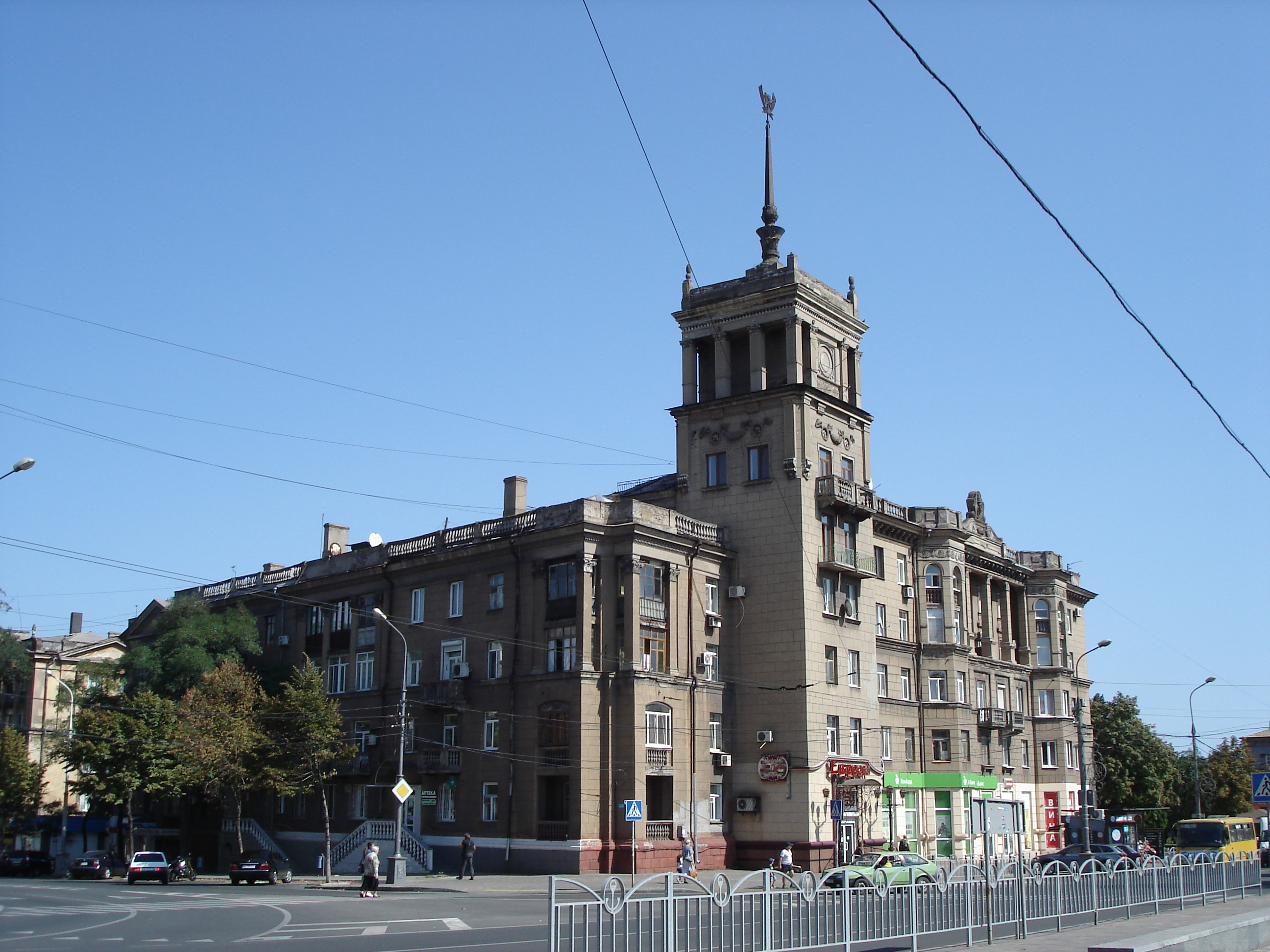
Маріуполь. Східний будинок зі шпилем

Ще 1993 року в Маріуполі працювала комісія працівників Харківського інституту «Укрпроектреставрація». Вони провели аналіз історико-архітектурного плану забудови Маріуполя. Було визнано сто сімдесят дві (172) історично вартісних споруди. Але тільки шість із них отримали статус пам'яток архітектури місцевого значення. Приємно і важливо, що серед них споруди різних історичних етапів, серед них — Водонапірна вежа (доба сецесії, арх. В. О. Нільсен, 1908—1910 рр.)
Два будинки зі шпилями на вул. Артема (арх. Л. Яновицький, 1958 р., сталінський ампір)
Драматичний театр (сталінський ампір)
Індустріальний коледж, Вулиця Георгіївська (Маріуполь) (колишня Маріупольська Олександрівська чоловіча гімназія, доба сецесії, арх. Толвінський Микола Костянтинович, проект 1876 року.)
Палац культури «Молодіжний» (колишній готель «Континенталь», доба сецесії).
Кількість історично вартісних споруд в Маріуполі була більша, ніж сто сімдесят дві (172), бо низка споруд доби пізнього класицизму та сецесії була поруйнована і ніколи не відновлена. Низка збережених споруд доби сецесії не доглянута, погано використовується і не зберігається при гострій необхідності пішохідної зони в історичному центрі, нових майстерень для художників і ремісників, приміщень для роботи гуртків школярів і молоді тощо.
Значним недоліком звіту є відсутність в переліку — охоронних зон археологічних пам'яток доби неоліту в Маріуполі та його околиць (курганів), втрата котрих може бути непоправною для історії.
Лише Кальміуський та Центральний райони зберегли в невеликій кількості архітектурні пам'ятки 19 та початку 20 ст. В Центральному районі це —
- Торгова вулиця, комерційна і житлова забудова
- Маріупольський краєзнавчий музей
- Художній музей імені Куїнджі
- Індустріальний коледж  (колишнє Маріупольське Олександрівське чоловіче училище)
- Протитуберкульозний диспансер (колишнє Британське консульство)
- Колишній будинок архітектора В. О. Нільсена
- Водонапірна вежа Нільсена
- Колишня школа № 5.
- Синагога на вул. Миколаївській
- Будинок лікаря Ґампера
- Дитяче хірургічне відділення (червоний корпус 1890 року побудови[11]), нині лікарня № 3
- Приазовський державний технічний університет, старий корпус
- Колишнє Духовне училище тощо.

Як відомо, Маріуполь віднесений до переліку історичних міст України. Це накладає на мешканців міста та міськвиконком нові обов'язки по збереженню і реставрації історичних пам'яток і археологічних розкопок в місті.

## Новітня сакральна архітектура

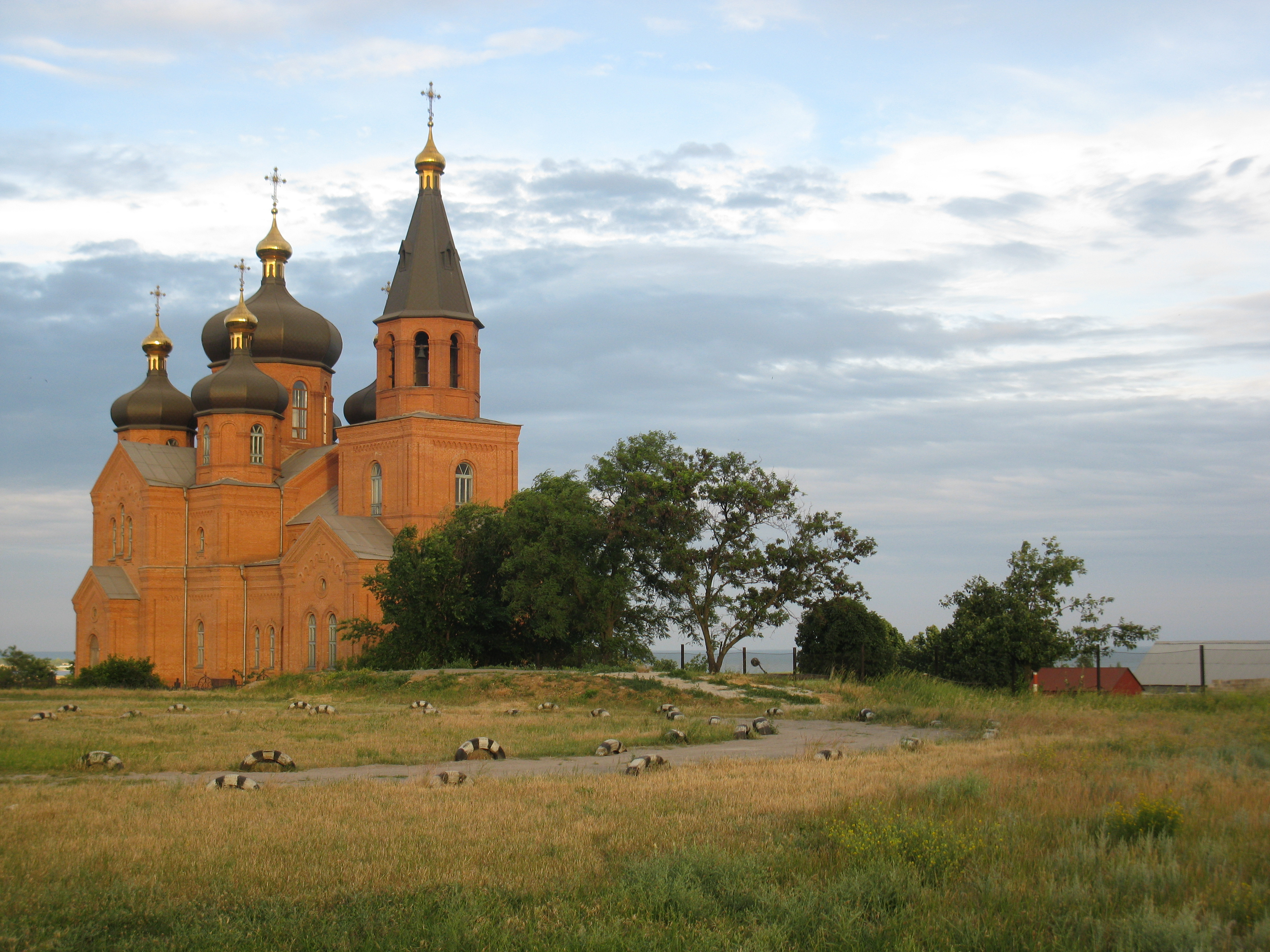
Храм святого Архістратига Михаїла (Лівобережний район).
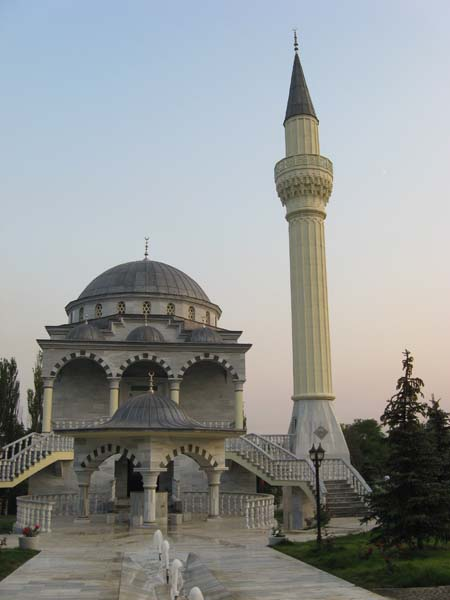
Маріупольська мечеть Сулеймана та Роксолани
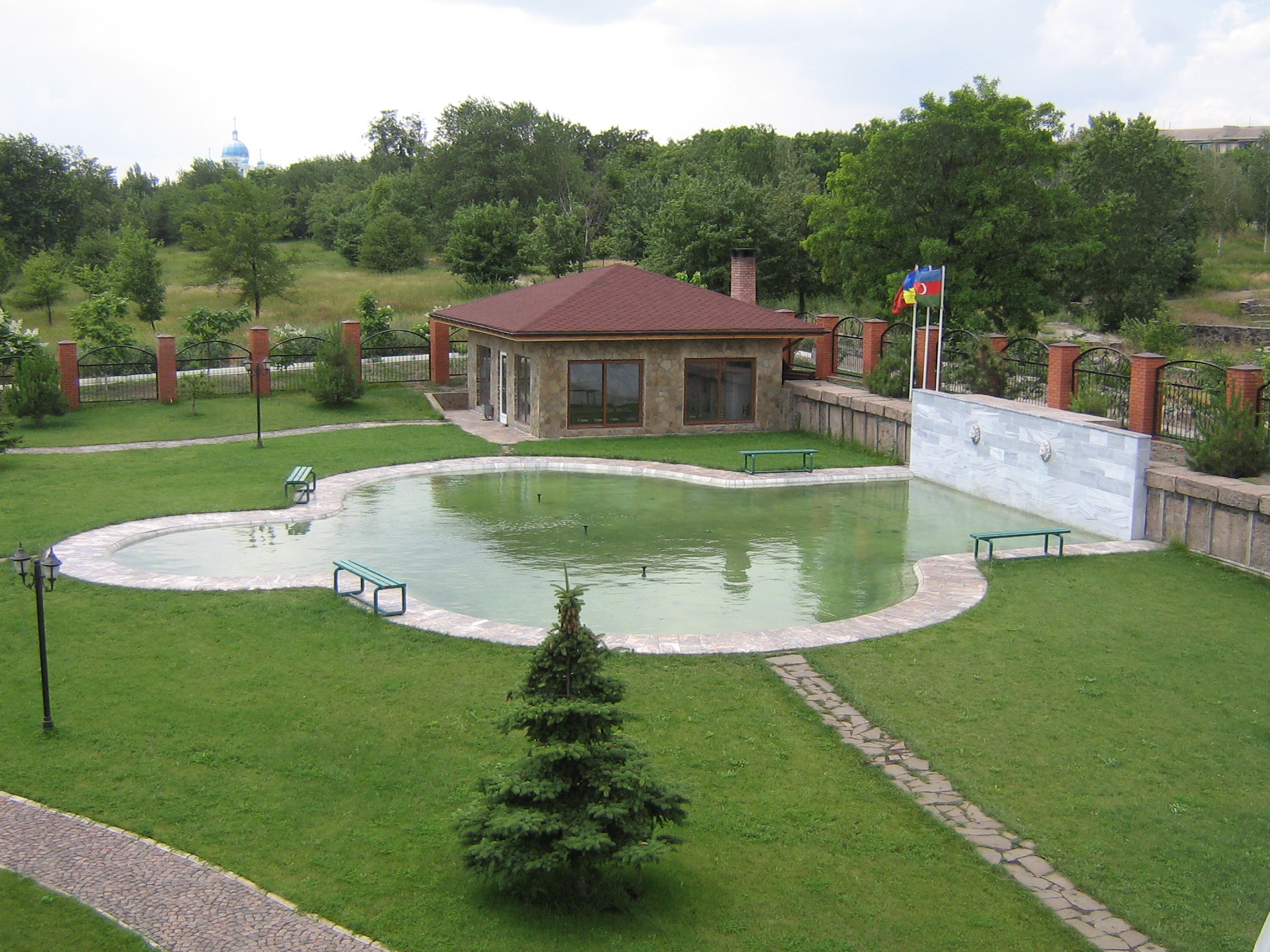
Внутрішній дворик мечеті з басейном для омовінь
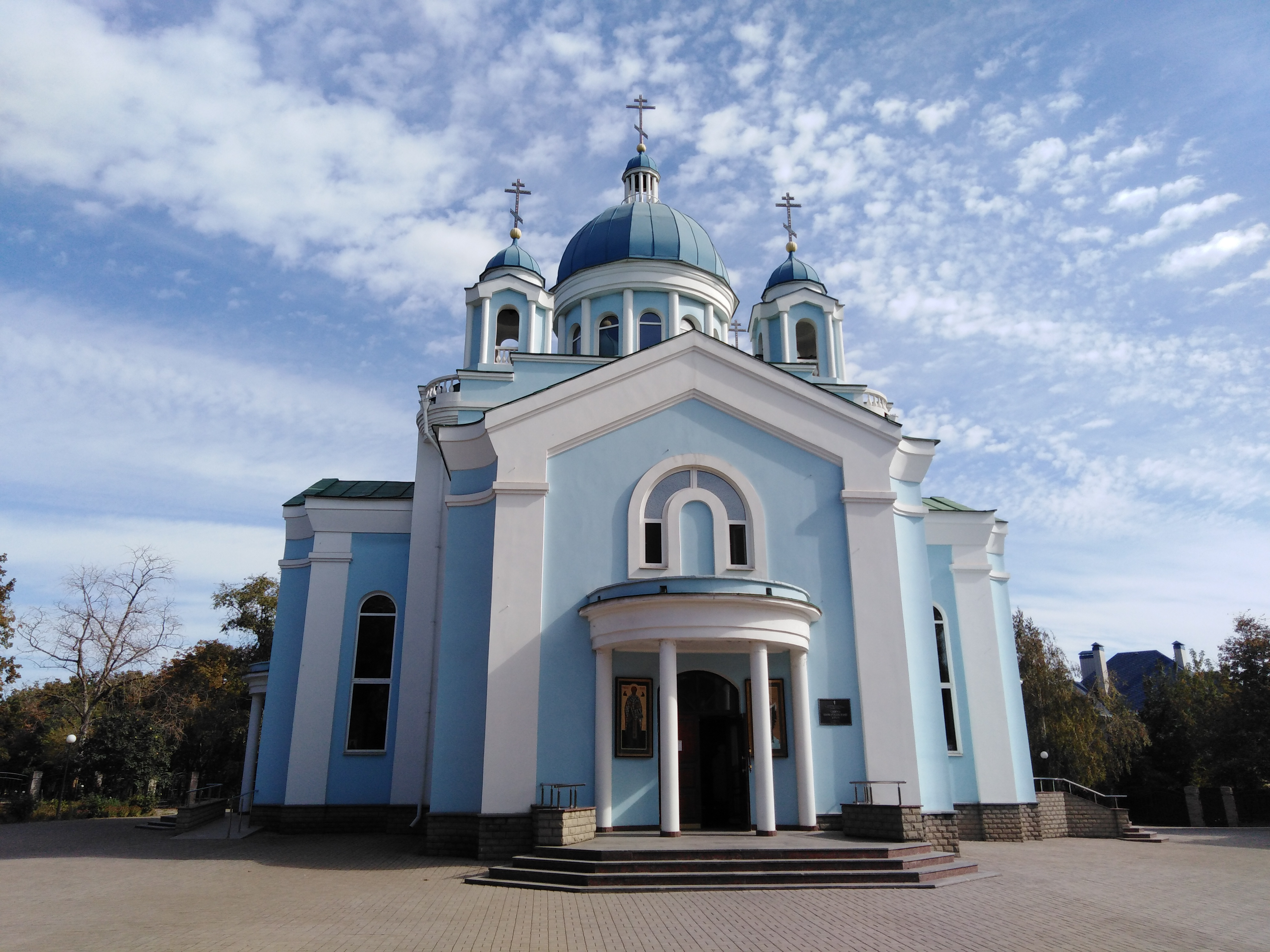
Свято-Миколаївський храм
Храм Всіх Святих, Старокримське кладовище.

## Неповний перелік архітекторів міста
- Нільсен Віктор Олександрович (1871—1941)
- Нікаро-Карпенко Микола Йосипович (1896? — 1962)
- Іван Ферапонтов, архітектор-автодидакт[13].
- Потлов Олександр Федорович (1919—1961) — будівничий маріупольського драматичного театру та виробничих об'єктів заводу «Азовсталь».
- Соломін Володимир Сергійович — санаторій-профілакторій «Здоров'я»

## Галерея вибраних поштівок і фото

Школа за проектом архітектора В. О. Нільсена, 1912 р., нині ОШ № 21, Маріуполь.
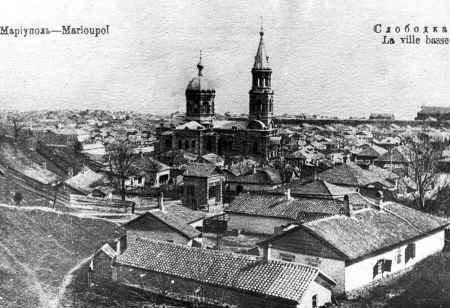
Церква Костянтина та Єлени, Маріуполь, знищена 1936 року.
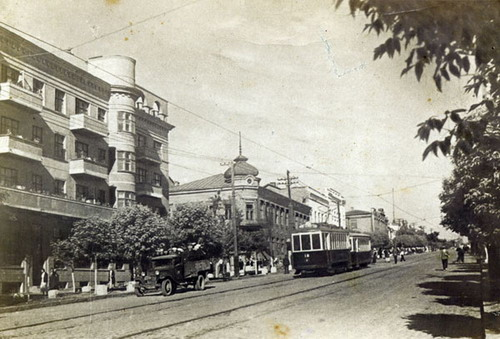
:Маріуполь, пр. Республіки (з 1960 р. Леніна) навпроти Палацу культури «Азовсталь», фото 1936 р.
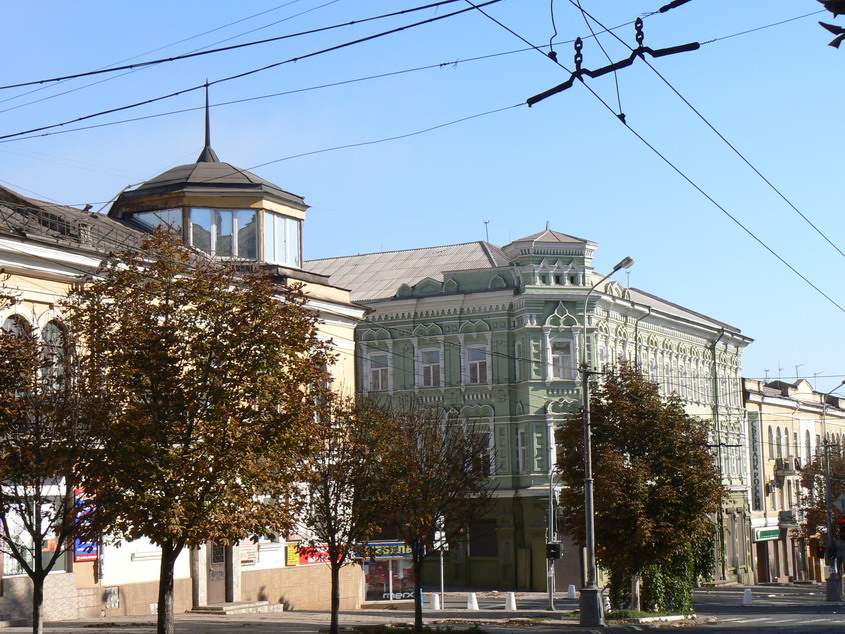
Палац культури «Молодіжний»
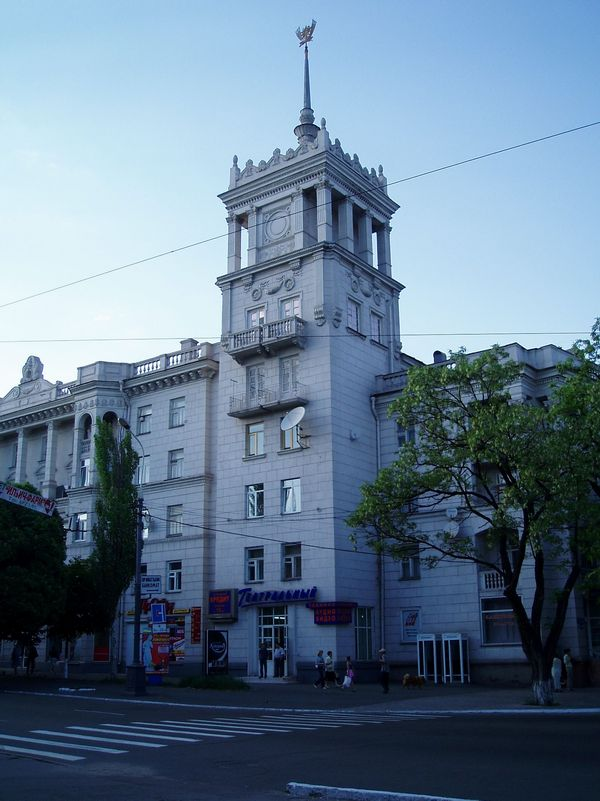
Будинок зі шпилем - один з символів міста
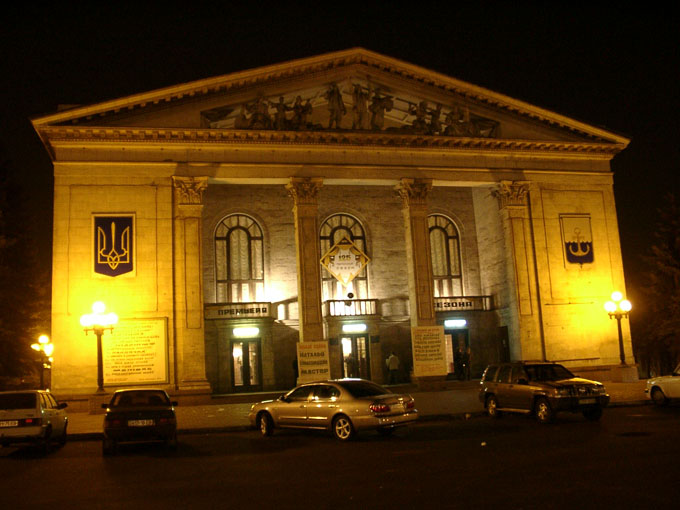
Драмтеатр увечері
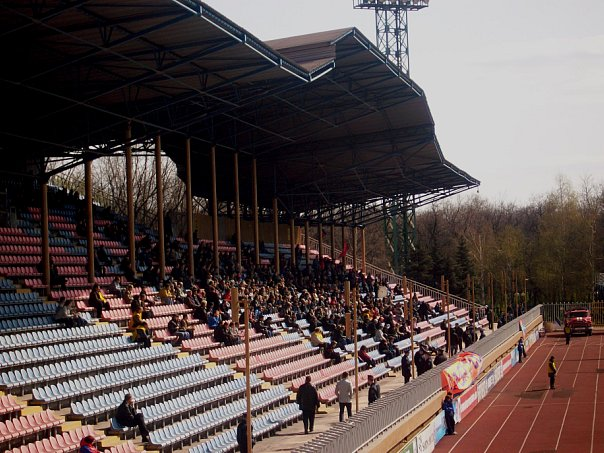
Трибуна стадіону «Іллічівець» у Маріуполі. Парк імені Петровського, Кальміуський район.